# Rosengarten (Harburgi járás)
Rosengarten település Németországban, azon belül Alsó-Szászország tartományban. Lakosainak száma 13 863 fő (2023. december 31.). Rosengarten Seevetal, Neu Wulmstorf, Hamburg, Harmstorf, Jesteburg, Buchholz in der Nordheide és Hausbruch községekkel határos.

## Népesség
A település népességének változása:
| Lakosok száma | 13 454 | 13 561 | 13 553 | 13 627 | 13 836 | 13 863 |
|               | 2016   | 2017   | 2019   | 2021   | 2022   | 2023   |